# Wapen van Beveren
Het wapen van Beveren is het heraldisch wapen van de Oost-Vlaamse gemeente Beveren. Het wapen werd op 4 november 1927, per koninklijk besluit, aan de gemeente toegekend en op 22 januari 1981.

## Geschiedenis
Het wapen gaat terug op het wapen van de heren van Beveren-Waas: in de 13e eeuw voerden zij een wapen bestaande uit acht dwarsbalken, alternerend goud en lazuur, over alle dwarsbalken (in heraldische term: brocherend) werd een rood schuinkruis geplaatst (zegel uit 1215). Ze waren ook burggraven van Diksmuide en in 14e-eeuwse wapenboeken vinden we de wapen van Beveren en Diksmuide terug als ofwel identiek ofwel respectievelijk met een veld van zilver of goud. Vanaf de 15e eeuw werd voor beiden een veld van zilver gebruikt.
Het wapen dook op in de zegels van de gemeenteraad van 1607 en 1694, met de patroonheilige van Beveren - Martinus van Tours - als schildhouder. Het is deze versie die in 1927 aan de gemeente werd toegekend. Na de fusie in 1977 werd besloten om het wapen zonder schildhouder toe te kennen aan de nieuwe fusiegemeente, aangezien Sint-Maarten enkel de patroonheilige was van de deelgemeente Beveren maar alle deelgemeenten wel historisch deel uitmaakten van het Land van Beveren.

## Blazoenering
De eerste blazoenering van het wapen luidt als volgt:
Gedwarsbalkt van acht stukken goud en lazuur, en een Sint Andries kruis van keel over alles heen. Het schild geplaatst aan de voeten van een Heiligen Martinus te paard een stuk van zijnen mantel gevende aan een armen achter hem staande, het alles van goud op eenen grasheuvel van sinopel.— Koninklijk Besluit van 4 november 1927.
Het huidige wapen heeft als blazoenering:
Gedwarsbalkt van acht stukken van goud en van lazuur met een schuinkruis van keel over alles heen.— Ministerieel Besluit van 22 januari 1981.